# Waterloo Road

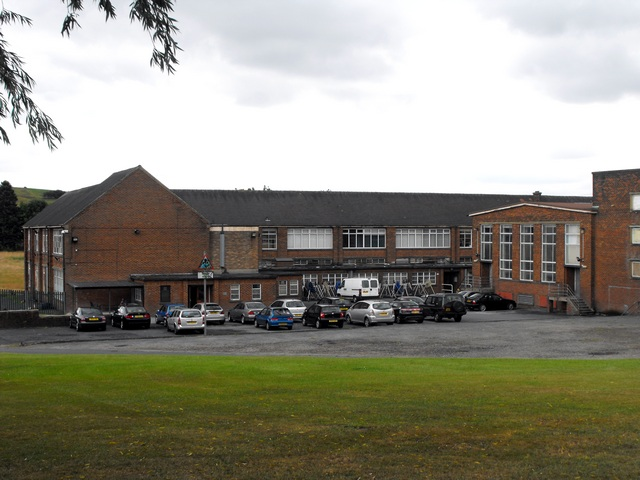
Ex escuelas primarias, Kirkholt, Rochdale, Waterloo Road (Serie de TV

Waterloo Road es una serie dramática británica, que se transmite desde el 9 de marzo de 2006 por la cadena BBC One.
La serie fue creada por Ann McManus y Maureen Chadwick, y ha contado con la participación de los actores Holliday Grainger, Jason Merrells, Rachel Shenton, Elyes Gabel, Paul Opacic, Daniela Nardini, Jenna-Louise Coleman, entre otros.
En abril de 2014, se anunció que la serie terminaría después de finalizar su décima temporada. En septiembre de 2021, el programa fue recomisionado para una undécima serie, con la producción regresando al área del Gran Manchester. El programa se revivirá en enero de 2023.

## Historia
Ambientada en una escuela integral fallida en Rochdale, Noroeste de Inglaterra, la serie se centra en la vida de los maestros y alumnos que están en la escuela.

## Personajes finales
| Actor                  | Personaje               | Trabajo                        | Nº de episodios | Temporada   |
| ---------------------- | ----------------------- | ------------------------------ | --------------- | ----------- |
| Melanie Hill           | Margaret "Maggie" Croft | Maestra de Economía            | 78              | 2012 - 2015 |
| Laurie Brett           | Christine Mulgrew       | Maestra de Inglés              | 69              | 2012 - 2015 |
| Georgie Glen           | Audrey McFall           | Maestra de Historia            | 69              | 2012 - 2015 |
| Rebecca Craven         | Rhiannon Salt           | Estudiante                     | 67              | 2012 - 2015 |
| Victoria Bush          | Sonya Donnegan          | Secretaria                     | 62              | 2012 - 2015 |
| Angus Deayton          | George Windsor          | Maestro de Lenguas Modernas    | 36              | 2013 - 2015 |
| Joe Slater             | Lenny Brown             | Estudiante                     | 39              | 2013 - 2015 |
| Caitlin Gillespie      | Lisa Brown              | Estudiante                     | 39              | 2013 - 2015 |
| Mark Beswick           | Darren Hughes           | Estudiante                     | 39              | 2013 - 2015 |
| Je'Taime Morgan Hanley | Shaznay Montrose        | Estudiante                     | 38              | 2013 - 2015 |
| Neil Pearson           | Vaughan Fitzgerald      | Director                       | 20              | 2014 - 2015 |
| Max Bowden             | Justin Fitzgerald       | Estudiante                     | 20              | 2014 - 2015 |
| Zebb Dempster          | Leo Fitzgerald          | Estudiante                     | 20              | 2014 - 2015 |
| Pooky Quesnel          | Olga Fitzgerald         | Maestra de Geografía           | 12              | 2014 - 2015 |
| Laura Aikman           | Lorna Hutchinson        | Maestra de Ciencias            | 10              | 2015        |
| Charlotte Beaumont     | Kenzie Calhoun          | Estudiante                     | 10              | 2015        |
| Andrew Still           | Scott Fairchild         | Estudiante                     | 10              | 2015        |
| Tahirah Sharif         | Carrie Norton           | Estudiante                     | 10              | 2015        |
| Holly Jack             | Bonnie Kincaid          | Estudiante                     | 10              | 2015        |
| Finlay MacMillan       | Dale Jackson            | Estudiante                     | 9               | 2015        |
| Armin Karim            | Abdul Bukhari           | Estudiante                     | 9               | 2015        |
| Stefano Braschi        | Marco D'Olivera         | Maestro de Ciencias            | 8               | 2015        |
| Regé-Jean Page         | Guy Braxton             | Maestro de Diseño de Productos | 8               | 2015        |

## Premios y nominaciones
| Año  | Categoría                             | Premio                    | Nominado (a)     | Resultado |
| ---- | ------------------------------------- | ------------------------- | ---------------- | --------- |
| 2014 | Best Drama                            | Inside Soap Award         | Waterloo Road    | Ganó      |
| 2013 | Best Drama                            | Inside Soap Award         | Waterloo Road    | Ganó      |
| 2012 | Most Popular Drama Series             | National Television Award | Waterloo Road    | Nominado  |
| 2012 | Most Popular Female Drama Performance | National Television Award | Jaye Jacobs      | Nominada  |
| 2011 | Most Popular Drama                    | National Television Award | Waterloo Road    | Ganó      |
| 2011 | Best Actress                          | TV Quick Award            | Amanda Burton    | Nominada  |
| 2011 | Best Family Drama                     | TV Quick Award            | Waterloo Road    | Nominada  |
| 2010 | Best Actress                          | TV Quick Award            | Denise Welch     | Ganó      |
| 2010 | Best Family Drama                     | TV Quick Award            | Waterloo Road    | Nominado  |
| 2009 | Best Actress                          | TV Quick Award            | Denise Welch     | Ganó      |
| 2009 | Best Actor                            | TV Quick Award            | Neil Morrissey   | Nominado  |
| 2009 | Best Family Drama                     | TV Quick Award            | Waterloo Road    | Nominado  |
| 2008 | Best Actress                          | TV Quick Award            | Denise Welch     | Nominada  |
| 2008 | Best Loved Drama                      | TV Quick Award            | Waterloo Road    | Nominado  |
| 2007 | Best Actress                          | TV Quick Award            | Jill Halfpenny   | Ganó      |
| 2007 | Best Loved Drama                      | TV Quick Award            | Waterloo Road    | Nominado  |
| 2006 | Best New Drama                        | TV Quick Award            | Maureen Chadwick | Ganó      |

## Producción
La serie fue creada pro Maureen Chadwick y Ann McManus.